# Leila Khaled
Leila Khaled (pronuncia: ˈlajla ˈxaːled; in arabo ليلى خالد‎?; Haifa, 9 aprile 1944) è una politica e attivista palestinese, protagonista di due dirottamenti di aerei di linea nel 1969 e nel 1970.
È membro del Fronte Popolare per la Liberazione della Palestina (FPLP). Fa parte del Consiglio nazionale palestinese (PNC).
Khaled divenne nota a partire dalla fine degli anni 1960 per la sua fattiva partecipazione al dirottamento del volo TWA 840 del 29 agosto 1969, prima donna in assoluto coinvolta in un'azione simile. Si ripeté l'anno dopo, partecipando a uno dei quattro dirottamenti simultanei terminati a Dawson's Field il 6 settembre 1970, tentando di sequestrare l'aereo della compagnia di bandiera israeliana El Al, uno degli avvenimenti che fecero precipitare la Giordania nel periodo detto del Settembre Nero.

## Biografia
Nata ad Haifa durante l'allora mandato britannico della Palestina, la sua famiglia si stabilì a Tiro, in Libano, durante l'esodo palestinese del 1948. All'età di quindici anni Khaled divenne una delle prime aderenti dell'organizzazione panaraba radicale del Movimento Nazionalista Arabo, organizzato a partire dalla fine degli anni quaranta da George Habash, allora studente di medicina all'Università americana di Beirut. La sezione palestinese di questo movimento divenne nota come Fronte Popolare per la Liberazione della Palestina (FPLP), in seguito alla guerra dei sei giorni del 1967.
Dopo essersi trasferita a pensione presso degli evangelici statunitensi a Sidone, e dopo essersi diplomata, Khaled si iscrisse nel 1962 all'Università americana di Beirut, interrompendo però presto gli studi a causa di difficoltà economiche. In seguito a ciò si trasferì in Kuwait, dove lavorò per un periodo come insegnante.

### I dirottamenti

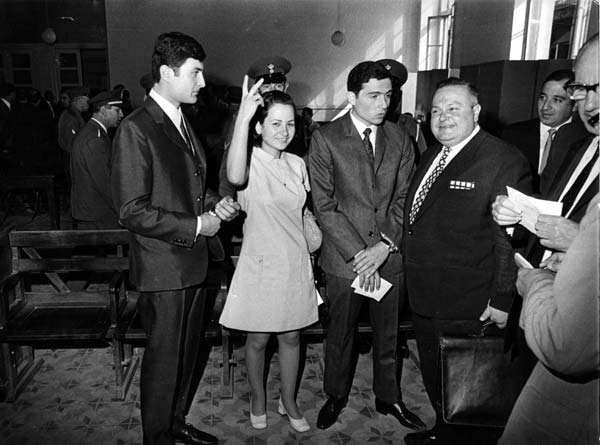
Leila Khaled a Damasco dopo il suo rilascio nel 1970. Con lei è ritratto anche il dott. Mohammad al-Fadel, l'avvocato (e futuro rettore dell'Università di Damasco) che l'aveva, tra gli altri, difesa nel processo.

All'inizio del 1969 lasciò il lavoro per seguire un addestramento militare speciale all'interno di un campo del FPLP in Giordania.
Il 29 agosto 1969, prese parte assieme al pugile Salim Issaoui (Sālim ʿĪsāwī) al dirottamento di un Boeing 707 della compagnia statunitense TWA. Il volo TW 840, in servizio fra Los Angeles e Tel Aviv, prevedeva due scali tecnici, a Roma ed ad Atene. Saliti a bordo durante il primo, la coppia prese controllo dell'aeromobile appena dopo il decollo, facendolo dirigere verso Damasco. Khaled racconta di aver ordinato al pilota di sorvolare simbolicamente Haifa, città natale di entrambi i dirottatori, in modo da poterle far vedere dall'alto i luoghi della sua prima infanzia, che non avrebbero più potuto rivedere. Nell'episodio non vi furono morti o feriti, ma l'aeromobile venne fatto saltare in aria dopo aver fatto sbarcare le 116 persone presenti a bordo. Secondo alcune fonti, la dirigenza del FPLP si aspettava che a bordo vi fosse Yitzhak Rabin, all'epoca ambasciatore di Israele negli Stati Uniti, ma tale circostanza è stata smentita dalla stessa Khaled.
Dopo questo episodio, divenuta celebre anche grazie ad una fotografia di Eddie Adam molto pubblicata e scattata nel 1970 in un campo profughi palestinese in Libano, che la ritraeva con un AK-47 ed in testa una kefiah, la Khaled si sottopose a sei interventi di chirurgia plastica al naso ed al mento per cambiare l'estetica del volto, rendendosi meno riconoscibile per permetterle di partecipare a eventuali altri dirottamenti aerei, e non vestire più i panni di un'icona.
Il 6 settembre 1970, Leila Khaled, assieme al giovane statunitense di origine nicaraguense Patrick Argüello, un sandinista simpatizzante per la causa palestinese, cercò di dirottare il volo LY 219 della compagnia El Al, in servizio fra Amsterdam e New York. Si trattava di una parte del piano coordinato dei dirottamenti di Dawson's Field, una serie di azioni quasi simultanee portate a termine dal FPLP. Pare che i due costituissero solo una parte del commando incaricato dell'operazione, che avrebbe dovuto essere condotta da quattro elementi. L'attacco fu sventato dall'intervento di un agente delle forze di sicurezza israeliane presente a bordo dell'aereo, che uccise Arguello prima di riuscire a sopraffare la Khaled. Sebbene avesse con sé due granate a mano, la Khaled sostenne di aver ricevuto rigide istruzioni di non mettere in pericolo i passeggeri dell'aereo civile.
Il pilota diresse il velivolo sull'aeroporto londinese di Heathrow, da dove Khaled fu trasferita alla stazione di polizia di Ealing. Il 1º ottobre il governo britannico la rilasciò nel quadro di uno scambio di prigionieri. L'anno seguente il FPLP abbandonò la tattica dei dirottamenti aerei.

### Attività successive
Khaled disse in un'intervista di aver sviluppato il suo amore per il Regno Unito quando la prima persona che andò a visitarla in carcere, un funzionario dell'immigrazione, le chiese come mai era arrivata nel Paese priva di un visto valido. Entrò inoltre in buoni rapporti con i due agenti assegnati alla sua custodia ad Ealing, mantenendo in seguito una corrispondenza con loro. Ha continuato a tornare nel Regno Unito per tenere conferenze fino al 2002, sebbene le fosse stato rifiutato il visto dall'ambasciata britannica per recarsi a Belfast al Féile an Phobail, un festival internazionale annuale di cultura irlandese.
Khaled ha dichiarato di non credere più da tempo nel dirottamento di aerei come una legittima forma di protesta, nonostante la sua diffidenza nei confronti delle trattative fra Israele e Paesi arabi, che secondo lei non sono un vero "processo di pace, ma un processo politico dove l'equilibrio di forze in gioco è dalla parte di Israele, e non dalla nostra. Essi hanno tutti gli assi nella manica, mentre i palestinesi non hanno alcunché su cui fare affidamento".
È inoltre membro dell'Unione dei Comitati delle Donne Palestinesi. Appare di frequente nelle trasmissioni delle reti televisive arabe.
Vive ad Amman, in Giordania, dove è sposata con il medico Fayez Rashid, da cui ha avuto due figli, Bader e Bashar.

## Cultura di massa
- Il brano Like Leila Khaled Said, incluso nell'album Wilder, composto nel 1981 dai The Teardrop Explodes, è una canzone d'amore dedicata alla Khaled. L'autore, Julian Cope, dichiarò di avergliela dedicata in onore alla sua bellezza, pur sapendo che la cosa avrebbe suscitato reazioni[9].
- Nel 2009 Julian Cope, con i Black Sheep, nelle due versioni dell'album Kiss my sweet apocalypse[10], Leila è nuovamente al centro dell'attenzione con la canzone Leila Khaled, a fianco di altri due pezzi, intitolati Ernesto e Che. Infine, nel 2012, il doppio album Psychedelic Revolution[11], il disco più politico che Julian Cope abbia mai concepito, è ancora incentrato sulle figure di Che Guevara e Leila Khaled, simboli delle rivoluzioni popolari occorse nel ventesimo secolo.
- Il personaggio di Leela, la guerriera selvaggia, compagna del Dottore nella serie televisiva Doctor Who, è stato ispirato all'autore Chris Boucher proprio da Leila Khaled[12];
- Il gruppo musicale danese Magtens Korridorer scrisse una canzone intitolata Leila Khaled;
- Nel 2005 è stata il soggetto del film Leila Khaled, Hijacker (Leila Khaled, dirottatrice), diretto dalla regista palestinese Lina Makboul e proiettato in anteprima all'International Documentary Film Festival di Amsterdam[13].